# Europaparlamentsvalet i Estland 2004
Europaparlamentsvalet i Estland 2004 ägde rum söndagen den 13 juni 2004. Nästan 0,9 miljoner personer var röstberättigade i valet om de sex mandat som Estland hade tilldelats innan valet. Estland var inte uppdelat i några valkretsar, utan fungerade som en enda valkrets i valet. I valet tillämpade landet ett valsystem med partilistor och d’Hondts metod, utan någon spärr för småpartier. Valet var det första Europaparlamentsvalet som hölls i Estland, som hade anslutit sig till unionen den 1 maj 2004.
Socialdemokratiska partiet var valets vinnare. Partiet lyckades erhålla nästan 37 procent av rösterna, vilket gjorde partiet till det överlägset största. Det innebar också att partiet kunde säkra tre av mandaten, det vill säga hälften av Estlands mandat i Europaparlamentet. På andra plats hamnade Centerpartiet med drygt 17 procent. Estniska reformpartiet erhöll drygt 12 procent, vilket innebar ett mandat. Även det konservativa partiet Isamaaliit lyckades säkra ett mandat med hjälp av sitt väljarstöd på 10,5 procent. Bland de partier som inte lyckades vinna något mandat, återfanns bland annat högerpartiet Res Publica och bondepartiet Eestimaa Rahvaliit.
Valdeltagandet var, i likhet med många andra östeuropeiska medlemsstater, lågt. Deltagandet uppgick till endast 26,83 procent. Det var därmed ett mycket lågt deltagande för att vara ett estniskt val och kan jämföras med valdeltagandet i Estlands parlamentsval 2003, då valdeltagandet uppgick till nästan 60 procent. Endast Polen och Slovakien hade ett lägre valdeltagande än Estland, i valet 2004.

## Valresultat
| |         |  |         |        |
| | Andel   |  | Antal   | Mandat |
| Socialdemokratiska partiet                                                                         | 36,79 % |  | 85 429  | 3      |
| Socialdemokratiska partiet                                                                         |         |  |         |        |
| Centerpartiet                                                                                      | 17,53 % |  | 40 703  | 1      |
| Centerpartiet                                                                                      |         |  |         |        |
| Estniska reformpartiet                                                                             | 12,22 % |  | 28 372  | 1      |
| Estniska reformpartiet                                                                             |         |  |         |        |
| Isamaaliit                                                                                         | 10,50 % |  | 24 374  | 1      |
| Isamaaliit                                                                                         |         |  |         |        |
| Övriga partier och kandidater                                                                      | 22,97 % |  | 53 352  | 0      |
| Övriga partier och kandidater                                                                      |         |  |         |        |
| Ogiltiga och blanka röster                                                                         | 0,96 %  |  | 2 255   | 0      |
| Ogiltiga och blanka röster                                                                         |         |  |         |        |
| Valdeltagande                                                                                      | 26,83 % |  | 234 485 | 6      |
| Valdeltagande                                                                                      |         |  |         |        |
| Antal röstberättigade 873 809 01 EPP-ED 03 PES 02 ALDE 00 G/EFA 00 GUE/NGL 00 IND/DEM 00 UEN 00 NI |         |  |         |        |